# MasterChef Slovenija
MasterChef Slovenija (MasterChef Slovenia) je slovenska verzija kuharskega šova Masterchef. Izhaja iz originalne britanske verzije MasterChef. Premierno se je uprizorila spomladi 2015.

## Opis
Izmed 50 izbranih ljubiteljskih kuharjev se po izločevalnih avdicijah v oddaji MasterChef Slovenija pomeri le 16 najboljših. Njihove jedi ocenijo trije sodniki. Skozi oddaje izključujejo kuharje, ki niso dosegli njihovih pričakovanj. Glavna nagrada je naslov Masterchefa Slovenije in 50.000 evrov.

## Izzivi
- Izziv presenečenja: V tem izzivu vsi tekmovalci dobijo enake sestavine, s katerimi morajo v določenem času pripraviti jed, ki bo navdušila sodnike, pri čemer lahko uporabijo vse ali le določene sestavine, ki jih najdejo v škatli. Med izbranimi jedmi sodniki izberejo zmagovalno jed in njen avtor dobi prednost pri naslednjem testu.
- Test kreativnosti: Sodniki zmagovalca prejšnjega izziva odpeljejo v trgovino, kjer mu podrobneje razložijo temo naslednjega testa in mu omogočijo, da izbira med tremi sestavinami/jedmi/temami in s tem določi, kaj bodo morali kuhati tudi vsi drugi tekmovalci. Sodniki poskusijo jedi vseh tekmovalcev in na koncu določijo najboljša dva, ki postaneta vodji skupin na naslednjem izzivu.
- Skupinski izziv: Tekmovalci se razdelijo v dve skupini in dobijo usmeritve, na podlagi katerih morajo pripraviti jed oz. meni za določeno število gostov. Gostje in sodniki poizkusijo jedi obeh skupin in nato glasujejo za skupino, katere jed jih je najbolj prepričala. Skupina, ki dobi manj glasov, gre na izločitveni test, zmagovalna skupina pa je pred tem testom varna.
- Izločitveni izziv: Kuharji slabše skupine na izločitvenem izzivu tekmujejo eden proti drugem v pripravi točno določene jedi v omejenem času. Vsi krožniki gredo pred sodnike in tekmovalec, ki je pripravil najslabši krožnik, mora vrniti svoj predpasnik ter zapustiti kuhinjo, kar zanj pomeni konec tekmovanja.

## Pregled sezon
| Leto | Sezona | Sodniki       | Sodniki        | Sodniki       | Zmagovalec        |
| ---- | ------ | ------------- | -------------- | ------------- | ----------------- |
| 2015 | I.     | Luka Jezeršek | Karim Merdjadi | Alma Rekić    | Sašo Miljuševič   |
| 2016 | II.    | Luka Jezeršek | Karim Merdjadi | Alma Rekić    | Darko Klemen      |
| 2017 | III.   | Luka Jezeršek | Karim Merdjadi | Alma Rekić    | Sara Rutar        |
| 2018 | IV.    | Luka Jezeršek | Karim Merdjadi | Bine Volčič   | Jaka Mankoč       |
| 2019 | V.     | Luka Jezeršek | Karim Merdjadi | Bine Volčič   | Anže Kuplenik     |
| 2020 | VI.    | Luka Jezeršek | Karim Merdjadi | Bine Volčič   | Žan Milosavljević |
| 2021 | VII.   | Luka Jezeršek | Karim Merdjadi | Bine Volčič   | Bruno Šulman      |
| 2022 | VIII.  | Luka Jezeršek | Karim Merdjadi | Bine Volčič   | Luka Novak        |
| 2023 | IX.    | Luka Jezeršek | Karim Merdjadi | Bine Volčič   | Zala Pungeršič    |
| 2024 | X.     | Luka Jezeršek | Karim Merdjadi | Mojmir Šiftar | Luka Pangos       |
| 2025 | XI.    | Luka Jezeršek | Karim Merdjadi | Mojmir Šiftar | Miša Koplova      |

## Tekmovalci
| I. sezona | II. sezona | III. sezona | IV. sezona |
| --- | --- | --- | --- |
| 1. Sašo Miljuševič (36, Koper) 2. Tilen Stropnik (19, Celje) 3. Jernej Nejc Goličnik (26, Rečica ob Savinji) 4. Katja Černjak (32, Velenje) 5. Miha Hauptman (32, Ljubljana) 6. Karmen Kozjek (37, Ljubljana) 7. Tjaša Koren (24, Šoštanj) 8. Robert Gomboc (23, Maribor) 9. Zala Šenk (30, Kamnik) 10. Dorian Rudolf Spanzel (30, Ljubljana) 11. Maja Predalič (27, Ljubljana) 12. Eva Strniša (31, Šentjur) 13. Amir Lulić (25, Piran) 14. Alen Rupnik (20, Celje) 15. Tamara Fortuna (35, Ljubljana) 16. Blaž Ivanovič (23, Ljubljana)                                    | 1. Darko Klemen (33, Portorož) 2. Matej Zupančič (17, Ljubljana) 3. Lovro Miler (22, Šentanel) 4. Jelena Vadnjal 5. Katerina Gjorgjievska - Kamala 6. Tomaž Goršič (37, Ljubljana) 7. Nina Berginc (25, Celje) 8. Anka Alt (49, Pristava) 9. Luka Korenčič 10. Sašo Kremič (29, Domžale) 11. Valentina Žerjal (24, Piran) 12. Diego Barrios Ross 13. Oriana Girotto 14. Igor Misdaris 15. Alenka Resinovič - Reza 16. Tulio Furlanič                                                              | 1. Sara Rutar (26, Izola) 2. Elvis Kudić (20, Bohinjska Bistrica) 3. Salome (48, Ljubljana) 4. Lucija Ćirović (44, Ribnica) 5. Boštjan Meglič - Peška (50, Tržič) 6/7. Iztok Jovan (43, Notranje Gorice) 6/7. Sašo Šketa (35, Ljubljana) 8. Mojca Gorkič (42, Ljubljana) 9. Sašo Bertoncelj (32, Škofja Loka) 10. Sašo Weilgoni - Mš (33, Ljubljana) 11. Klara Avsenik (24, Straža) 12. Lea Plut (30, Ljubljana) 13. Nina Plahčinski Drobne (45, Šentvid pri Stični) 14. Klemen Mramor - Clemens (24, Ljubljana) 15. Natalija Kolšek (46, Maribor) 16. Dušan Godunc (56, Maribor)                                     | Alja Viryent (38, Ljubljana) Anna Paynich (37, Logatec) Tibor Baiee (31, Ljubljana) Vladka Šetinc (44, Brežice) Mojca Blaško (40, Ljubljana) Petra Lorber (34, Maribor) Nina Fugina (25, Škofljica) Miro Mišljen (31, Bovec) Simone Michielen (55) Jaka Mankoč (27, Koper) Gašper Kramar (33, Ljubljana) Žan Bukovnik (25, Radlje ob Dravi) Leon Oberstar (24, Kočevje) Siniša Vasiljev (23, Trnovlje pri Socki) Jernej Žavcer (27, Miklavž na Dravskem polju) Boris Cesar (30, Ljubljana)                                       |
| V. sezona | VI. sezona | VII. sezona | VIII. sezona |
| Andrej Težak - Tešky (42, Muljava) Sandra Salihović (29, Kranj) Anže Kuplenik (20, Otočec) Nastja Novak (26, Murska Sobota) Bojan Bešter (36, Zgornja Besnica) Tina Hrastnik (33, Celje) Maj Janežič (32, Ljubljana) Špela Golob (32, Bresternica) Klemen Lampič (33, Ljubljana) Sanja Sirk (50, Pobegi) Klemen Orter (25, Velenje) Mateja Ulaga (51, Ljubljana) Tit Gomez (20, Ljubljana) Lučka Kotnik (38, Zagorje ob Savi) Tomaž Zevnik (30, Nova Cerkev) Jadranka Baraga (35, Stari trg pri Ložu)                                                                        | Iza Logar (24, Ljubljana) Kaja Balentič (23, Hrvatini) Kaja Jurač (30, Bleiburg) Kristina Jakopič (28, Žirovnica) Žan Milosavljević (30, Ljubljana) Žiga Deršek (25, Šmartno ob Paki) Jerneja Trofenik Dimnik (35, Sveti Jurij ob Ščavnici) Ana Potočnik (22, Piran) Gašper Peklaj (29, Ljubljana) Tanja Pirc (50, Kamnik) Sandi Komlanc (57, Domžale) Mojca Kravina (42, Maribor) Peter Mužič (45, Nova Gorica) Miha Robnik (39, Nazarje) Eva Kastelic (21, Medvode) Jernej Smolinger (26, Ptuj) | Robert Anže Blažič (23, Velenje) Karolina Podvršnik (35, Sveti Duh na Ostrem vrhu) Damijan Stingl (47, Podgorje, Apače) Katarina Uplaznik (27, Velenje) Adam Šerc (47, Ajdovščina) Katja Ulčar (25, Ljubljana) Dušan Šubic (50, Kranj) Kimi Zupančič (27, Rovte) Ljubislav Petrovski (42, Hrušica) Maša Trubačev (21, Cerknica) Žiga Gabrovec (29, Slovenske Konjice Natalija Palačković (29, Bohinj) Patricija Horvat (34, Idrija) Bruno Šulman (21, Ljubljana) Irena Kos Mlakar (50, Kresnice) Alana Vrviščar (18, Ljubljana)                                                                                       | Evita Antončič (19, Ljubljana) Bernard Bečan (26, Ljubljana) Žanet Breški (26, Maribor) Pia Brglez (22, Slovenske Konjice) Maša Cimermančič (25, Ljubljana) Timotej Cizej (34, Zagorje ob Savi) Anita Ferlin (33, Novo mesto) Daša Fiegl (29, Nova Gorica) Jure Galičič (40, Medvode) Januš Grm (21, Lesce) Marko Hriberšek (30, Velenje) Miro Jurjevič (30, Kamnik) Luka Novak (29, Brezovica pri Ljubljani) Zala Resnik Poljašević (21, Sevnica) Petra Trofenik (32, Murska Sobota) Fabijan Wakounig (25, Žitara vas, Koroška) |
| IX. sezona | X. sezona | XI. sezona | |
| 14. Aljoša Galun (32, Spodnje Jablane) 2. Anja Fir (29, Črnomelj) 8. Barbara Nonis (45, Šempeter pri Gorici) 12. Brina Robinik Kobal (21, Ljubljana) 9. Doris Vlah (59, Opatija) 7. Lucijan Lipovšek (27, Radeče) 11. Marko Lapajne (53, Koper) 16. Marko Vertačnik (38, Lesce) 4. Nik Marolt (24, Ljubljana) 13. Sabina Jeršin (28, Trebnje) 5. Sandra Dobaj (34, Sveta Trojica v Slovenskih goricah) 10. Saša Košuta (38, Šempas) 15. Špela Leskovar (23, Velenje) 6. Tilen Belošević (24, Celje) 1. Zala Pungeršič (23, Šmarješke Toplice) 3. Žiga Škvorc (27, Ljubljana) | Klara Šmigoc (21, Rogoza) Matjaž Vengust (24, Brezovica pri Kropi) Barbara Perić (26, Ihan) Jure Pavlič (34, Kamnik) Amadeja Lube (21, Koper) Rok Novak (54, Ljubljana) Matej Muhvič (22, Novo mesto) Martina Pušnik (22, Spodnji Razbor) Luka Pangos (29, Ljubljana) Julija Bukvič (28, Maribor) Andreja Špeh (29, Loška dolina) Domen Beribak (23, Cerklje na Gorenjskem) Lidija Subašić (28, Ljubljana) Blanka Erniša (45, Moravske Toplice) Dana Ilić (35, Ljubljana)                         | Michaela Koplova, (30, Domžale) Matic Maček, (29, Ljubljana) Erika Črnigoj, (19, Koper) Blaž Plohl, (22, Sveti Tomaž) Kaja Naveršnik (22, Šmartno na Pohorju) Dan Prohart (40, Zbilje) Natalija Sebanc (25, Tržišče) Samo Kreft (52, Divača) Pia Pajnič (23, Preserje) Tadej Ladinek (32, Muta) Davida Pogorevc Hafner (24, Sveta Ana v Slovenskih goricah) Jure Kirbiš (28, Maribor) Barbara Ribič (25, Lenart) Lara Kutnar (22, Ljubljana) Anamarija Truden (27, Bloke) Martina Trgovec (40, Bedekovščina, Hrvaška) Barbara Poljanec (36, Škofja Loka) Tamara Erlah (33, Žirovnica) Anja Oberstar (41, Škofja Loka) | |

## Nagrade in nominacije
| Leto | Nominacija                                       | Nagrada Da/Ne |
| ---- | ------------------------------------------------ | ------------- |
| 2017 | Nominacija Žarometi za tekmovalna TV-oddaja leta | Da            |